# 上士別中継局

上士別中継局（かみしべつちゅうけいきょく）は北海道士別市上士別町三郷にある中継局である。ここでは、温根別町にある「温根別中継局」と朝日町中央にある「朝日三望台中継局」も同時に説明。

## 上士別中継局

### 地上デジタルテレビジョン放送送信設備

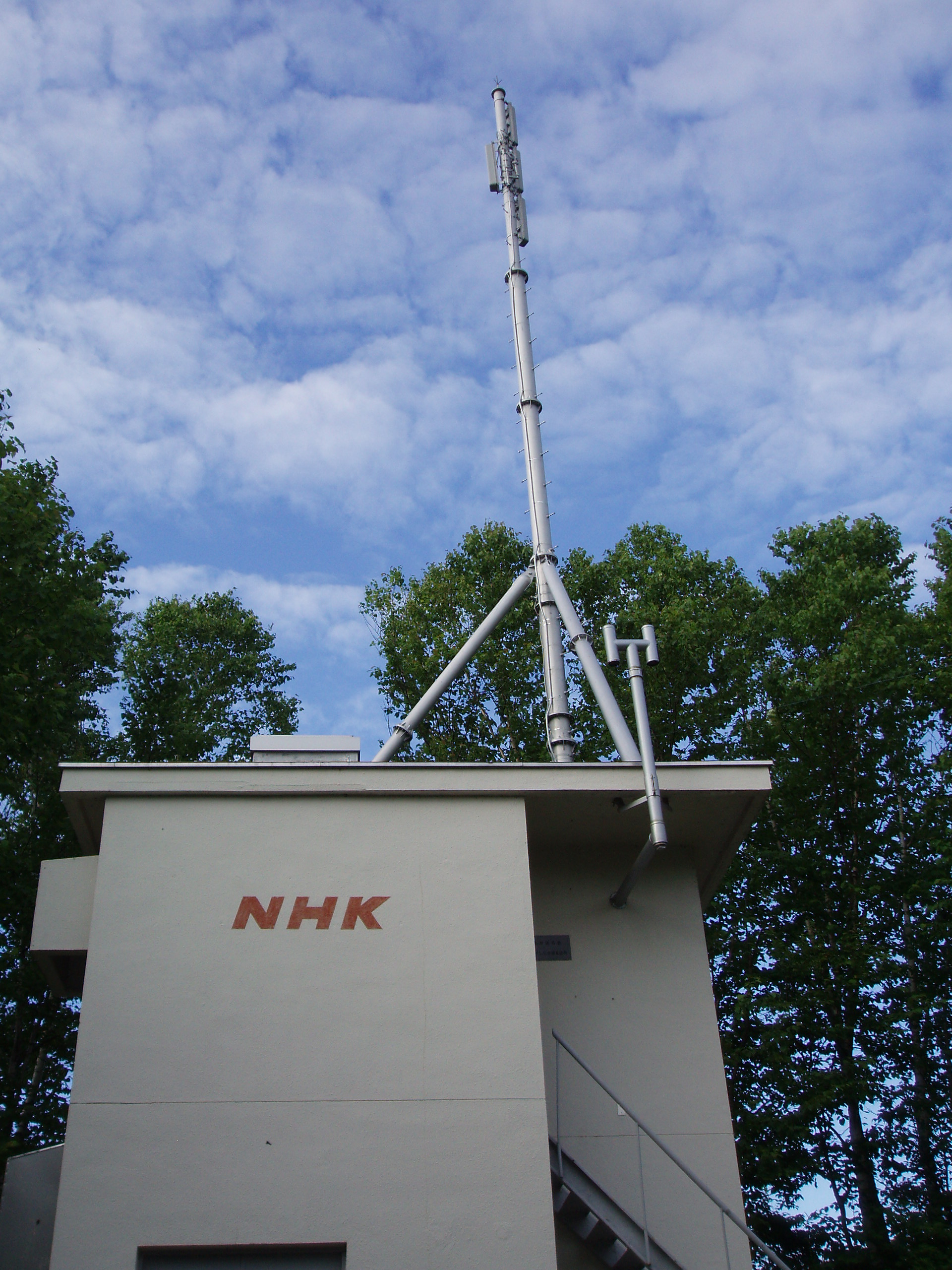
上士別中継局
（NHK）

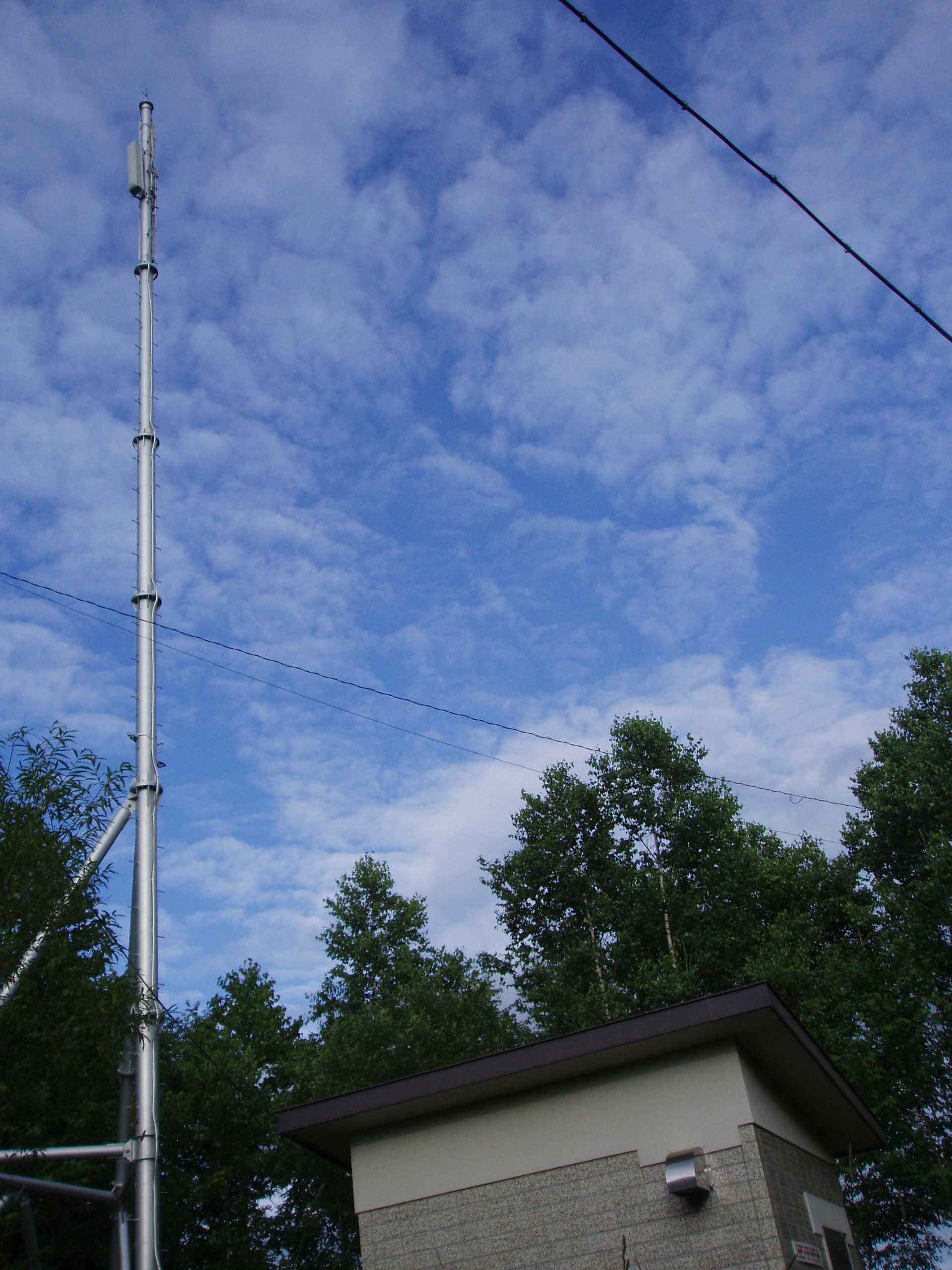
上士別中継局
（民放）

| リモコン キーID | 放送局名             | 物理 チャンネル | 空中線 電力 | ERP | 放送対象地域                         | 放送区域 内世帯数 | 偏波面   | 開局日          |
| --------------- | -------------------- | --------------- | ----------- | --- | ------------------------------------ | ----------------- | -------- | --------------- |
| 1               | HBC 北海道放送       | 19              | 3W          | 23W | 北海道                               | 約1,200世帯       | 水平偏波 | 2009年 11月30日 |
| 2               | NHK 旭川教育         | 13              | 3W          | 34W | 全国                                 | 約1,200世帯       | 水平偏波 | 2008年 12月24日 |
| 3               | NHK 旭川総合         | 15              | 3W          | 34W | 道北圏 （上川・留萌・ 宗谷・北空知） | 約1,200世帯       | 水平偏波 | 2008年 12月24日 |
| 5               | STV 札幌テレビ放送   | 23              | 3W          | 23W | 北海道                               | 約1,200世帯       | 水平偏波 | 2009年 11月30日 |
| 6               | HTB 北海道テレビ放送 | 14              | 3W          | 27W | 北海道                               | 約1,200世帯       | 水平偏波 | 2009年 11月30日 |
| 7               | TVh テレビ北海道     | 21              | 3W          | 25W | 北海道                               | 約1,200世帯       | 水平偏波 | 2012年 12月18日 |
| 8               | UHB 北海道文化放送   | 25              | 3W          | 22W | 北海道                               | 約1,200世帯       | 水平偏波 | 2009年 11月30日 |

### 地上アナログテレビジョン放送送信設備
| チャンネル | 放送局名             | 空中線 電力       | ERP  | 放送対象地域                         | 放送区域 内世帯数 | 偏波面   |
| ---------- | -------------------- | ----------------- | ---- | ------------------------------------ | ----------------- | -------- |
| 50         | HBC 北海道放送       | 映像30W/ 音声7.5W | 不明 | 北海道                               | 不明              | 水平偏波 |
| 52         | STV 札幌テレビ放送   | 映像30W/ 音声7.5W | 不明 | 北海道                               | 不明              | 水平偏波 |
| 56         | NHK 旭川教育         | 映像30W/ 音声7.5W | 不明 | 全国                                 | 不明              | 水平偏波 |
| 58         | NHK 旭川総合         | 映像30W/ 音声7.5W | 不明 | 道北圏 （上川・留萌・ 宗谷・北空知） | 不明              | 水平偏波 |
| 60         | HTB 北海道テレビ放送 | 映像30W/ 音声7.5W | 不明 | 北海道                               | 不明              | 水平偏波 |
| 62         | UHB 北海道文化放送   | 映像30W/ 音声7.5W | 不明 | 北海道                               | 不明              | 水平偏波 |

- NHK旭川放送局で1966年12月1日に、民放で1981年11月12日にそれぞれ開局し、2011年7月24日に廃局となった。なお、TVhにはチャンネルが割り当てられていなかった。
- 施設はNHK旭川放送局は単独。民放は各局とも共同使用である（民放各局の中継局は士別市が管理）。
- 受信元の中継局は和寒中継局である。但し、受信アンテナはNHKは送信所設置場所より480メートル西側に、民放各局は送信所設置場所より780メートル西側に離れており、地下ケーブルで結ばれている。

## 温根別中継局

### 地上デジタルテレビジョン放送送信設備
| リモコン キーID | 放送局名             | 物理 チャンネル | 空中線電力 | ERP   | 放送対象地域                         | 放送区域 内世帯数 | 偏波面   | 開局日          |
| --------------- | -------------------- | --------------- | ---------- | ----- | ------------------------------------ | ----------------- | -------- | --------------- |
| 1               | HBC 北海道放送       | 45              | 300mW      | 1.55W | 北海道                               | 約190世帯         | 水平偏波 | 2010年 12月10日 |
| 2               | NHK 旭川教育         | 42              | 300mW      | 1.55W | 全国                                 | 約190世帯         | 水平偏波 | 2010年 12月10日 |
| 3               | NHK 旭川総合         | 40              | 300mW      | 1.55W | 道北圏 （上川・留萌・ 宗谷・北空知） | 約190世帯         | 水平偏波 | 2010年 12月10日 |
| 5               | STV 札幌テレビ放送   | 47              | 300mW      | 1.55W | 北海道                               | 約190世帯         | 水平偏波 | 2010年 12月10日 |
| 6               | HTB 北海道テレビ放送 | 43              | 300mW      | 1.55W | 北海道                               | 約190世帯         | 水平偏波 | 2010年 12月10日 |
| 7               | TVh テレビ北海道     | 51              | 300mW      | 1.55W | 北海道                               | 約190世帯         | 水平偏波 | 2012年 12月27日 |
| 8               | UHB 北海道文化放送   | 49              | 300mW      | 1.55W | 北海道                               | 約190世帯         | 水平偏波 | 2010年 12月10日 |

### 地上アナログテレビジョン放送送信設備
| チャンネル | 放送局名     | 空中線 電力       | ERP  | 放送対象地域                         | 放送区域 内世帯数 | 偏波面   |
| ---------- | ------------ | ----------------- | ---- | ------------------------------------ | ----------------- | -------- |
| 59         | NHK 旭川総合 | 映像3W/ 音声750mW | 不明 | 道北圏 （上川・留萌・ 宗谷・北空知） | 不明              | 水平偏波 |
| 61         | NHK 旭川教育 | 映像3W/ 音声750mW | 不明 | 全国                                 | 不明              | 水平偏波 |

- アナログ中継局は「NHK温根別テレビ中継局」が正式名称で、受信元の中継局は和寒中継局である。
- デジタル中継局は備考を参照。

## 朝日三望台中継局

### 地上アナログテレビジョン放送送信設備
| チャンネル | 放送局名             | 空中線 電力         | ERP  | 放送対象地域                         | 放送区域 内世帯数 | 偏波面   |
| ---------- | -------------------- | ------------------- | ---- | ------------------------------------ | ----------------- | -------- |
| 38         | UHB 北海道文化放送   | 映像100mW/ 音声25mW | 不明 | 北海道                               | 不明              | 水平偏波 |
| 40         | HTB 北海道テレビ放送 | 映像100mW/ 音声25mW | 不明 | 北海道                               | 不明              | 水平偏波 |
| 42         | STV 札幌テレビ放送   | 映像100mW/ 音声25mW | 不明 | 北海道                               | 不明              | 水平偏波 |
| 44         | HBC 北海道放送       | 映像100mW/ 音声25mW | 不明 | 北海道                               | 不明              | 水平偏波 |
| 46         | NHK 旭川総合         | 映像100mW/ 音声25mW | 不明 | 道北圏 （上川・留萌・ 宗谷・北空知） | 不明              | 水平偏波 |
| 48         | NHK 旭川教育         | 映像100mW/ 音声25mW | 不明 | 全国                                 | 不明              | 水平偏波 |

- TVhにはチャンネルが割り当てられていなかった。
- 受信元の中継局は上士別中継局で、地デジはギャップフィラーでカバーされている。
- そのため、2012年度に開局する予定があるTVhは、受信元の上士別中継局開局後に整備される。

## 備考
- 上士別中継局と朝日三望台中継局…後述する温根別中継局も含め、TVhにはチャンネルが割り当てられておらず、地上デジタルテレビジョン放送への変更・後述する2012年内での開局[1][2][3][4][5]となった。デジタル放送では当初開局する予定がなかったが、2012年に後述する温根別中継局とともに開局することになった（朝日三望台中継局はNHK・他の民放もデジタル中継局は設置されないが、士別市が設置・管理するギャップフィラー中継局で代替する形となる）[2][3][4][5]。ただ、一部地域では旭川送信所を受信できることもある。
- NHK温根別テレビ中継局…民放は旭川送信所、名寄中継局、和寒中継局のいずれかを受信されている。民放の受信を目的としてのためか、良好に受信できる温根別中継局にアンテナを向けず、民放の電波も出している名寄中継局にアンテナを向けている世帯も多い。但し、TVhは温根別中継局と同様、2012年12月27日に開局した[2][3][4][5]。
- 地上デジタル放送は、中継局によって対応が異なっている。
  - 上士別中継局…NHK旭川放送局が2008年12月24日に、TVhを除く民放は2009年11月30日に、TVhは2012年12月18日に開局した[1][2][3][4]（TVhは受信元である和寒中継局が2012年10月30日に開局したため、当中継局の開局はその50日後となった[2][3][4]）。当初民放は自力建設困難であったが、士別市側では中継局施設整備のための費用として1億7千万円を総合計画の中に予算を組んでいることから、2009年までの開局に踏み切った。物理チャンネルはデジタル新局で開局するTVh[1][2][3][4]を含めて、すべて旭川送信所と同じチャンネル(13・14・15・19・21・23・25)が割り当てられているため、旭川送信所からの受信はできなくなった。当中継局の試験電波発射前まではTVh[2][3][4]は電界強度が非常に高いため、開局まで旭川送信所からの電波を受信できないことはないが、[6]予防策としてデジタルでもTVhを視聴するためには旭川と上士別にそれぞれアンテナを向けるのではなく、旭川送信所にUHFアンテナ1本だけを向けるか旭川送信所と名寄中継局にUHFアンテナ1本ずつを向ける必要がある（この場合はスタック用のアンテナミキサーも必要となる）。なお、旭川送信所にアンテナを向けていても電界強度次第では和寒中継局の電波がスキャンされる可能性もあった。
  - 温根別中継局…NHKおよびTVh以外の民放各局は2010年12月10日に、TVh[2][3][4][5]は2012年12月27日に開局した。もともと民放はTVhに限らず各局ともアナログ未開局だったためデジタル新局としての開局であるが、これは低電界難視聴が広範囲にわたったことから、難視聴対策として行われる措置である[7][8][9][10][11][12]。アナログ未開局だった北海道内の民放全局がデジタル新局で中継局が設置されるのは、当中継局と2009年に開局した平取町の振内中継局、2012年に開局した北芦別中継局と北見仁頃中継局の4局。
  - 朝日三望台中継局…非該当となっているため、2011年7月24日の停波をもって運用を終えた（上士別中継局や三望台に設置されたギャップフィラーおよび有線による共同受信施設でカバーするため）。三望台に設置されたギャップフィラー中継局（無線局免許人は士別市）は出力10mW（ERP・62mW）で送信される（送信チャンネルは37・39・41・43・45・47の各chが割り当てられているが、どの放送局に割り当てられているかは不明）。なお、TVhのギャップフィラー・有線による共同受信施設によるカバーは、上士別中継局が開局した後に追加整備を行い、49chが割り当てられている。
- TVhの中継局は上士別中継局の開局で通算100局目となった。
- 2008年12月5日よりNHK旭川放送局で試験電波の発射を開始した。

## 放送エリア
- 上士別中継局：士別市上士別町、中士別町全域、朝日町（旧朝日町域）の一部。士別市内（市街地）でも東部の高台のところでは受信できる場合がある。
- 朝日三望台中継局：士別市朝日町（旧朝日町域）の一部。
- 温根別中継局：士別市温根別町全域（同中継局の直接受信が困難なごく一部の世帯では有線による共聴施設によりカバーされる）。

※士別市でも上記以外の地域は名寄市にある名寄中継局で（市街地南部の一部地域は和寒町にある和寒中継局も）カバーされている。